# Antheraea bonhourei
Antheraea bonhourei är en fjärilsart som beskrevs av Le Moult 1933. Antheraea bonhourei ingår i släktet Antheraea och familjen påfågelsspinnare. Inga underarter finns listade i Catalogue of Life.